# 1. Jagddivision
Die 1. Nachtjagddivision/1. Jagddivision war ein Verband der Luftwaffe der Wehrmacht im Zweiten Weltkrieg.

## Geschichte
Die 1. Nachtjagddivision wurde am 17. Juli 1940 in Zeist, in den besetzten Niederlanden aufgestellt und der Luftflotte 2 unterstellt. Am 1. August 1941 wurde sie in das XII. Fliegerkorps umgewandelt. Im Winter 1941/42 erhielt die Dienststelle des Jagdfliegerführers Mitte erneut die Bezeichnung 1. Nachtjagddivision. Diese erhielt am 1. Mai 1942 in Deelen die Umbenennung in 1. Jagddivision, die am 15. September 1943 zur 3. Jagddivision umgebildet wurde.
Eine neue 1. Jagddivision wurde am selben Tag in Döberitz aus der 4. Jagddivision aufgestellt. Zur Aufgabe der Division gehörte die Jagdführung für Mitteldeutschland.
Die Division unterstand dem XII. Fliegerkorps (Oktober 1942 – September 1943), dem I. Jagdkorps (September 1943 – Januar 1945) und dem IX. (J) Fliegerkorps (Januar 1945 – Mai 1945).

## Personen

### Divisionskommandeur
| Dienstgrad   | Name                    | Datum                                    |
| ------------ | ----------------------- | ---------------------------------------- |
| Generalmajor | Josef Kammhuber         | 17. Juli 1940 bis 8. September 1941      |
| Generalmajor | Kurt-Bertram von Döring | 8. September 1941 bis 15. September 1943 |
| Oberst       | Günther Lützow          | 15. September 1943 bis 15. März 1944     |
| Oberst       | Hans-Joachim Herrmann   | 16. März 1944 bis 31. August 1944        |
| Generalmajor | Kurt Kleinrath          | 1. September 1944 bis 8. Dezember 1944   |
| Oberst       | Heinrich Wittmer        | 8. Dezember 1944 bis 4. April 1945       |
| Generalmajor | Walter Grabmann         | 5. April 1945 bis 29. April 1945         |

### Erster Generalstabsoffizier
| Dienstgrad | Name                         | Datum                                 |
| ---------- | ---------------------------- | ------------------------------------- |
| Major      | Ludwig Hoffmann              | 17. Juli 1940 bis 29. Juli 1941       |
| Major      | Erich Bode                   | 5. November 1941 bis März 1943        |
| Major      | Ernst-Hubert Schaller-Kalide | 15. Juni 1943 bis 15. Dezember 1943   |
| Hauptmann  | Karl-Heinz Sandmann          | 15. Dezember 1943 bis 11. Januar 1944 |
| Major      | Ernst-Hubert Schaller-Kalide | 9. Februar 1944 bis 21. Dezember 1944 |
| Major      | Horst Krüger                 | 26. Januar 1945 bis April 1945        |

## Unterstellung
| Unterstellung                | von                | bis                |
| ---------------------------- | ------------------ | ------------------ |
| Luftflotte 2                 | 17. Juli 1940      | 21. März 1941      |
| Luftwaffenbefehlshaber Mitte | 21. März 1941      | 1. Januar 1942     |
| XII. Fliegerkorps            | 1. Januar 1942     | 15. September 1943 |
| I. Jagdkorps                 | 15. September 1943 | Januar 1945        |
| IX. (J) Fliegerkorps         | Januar 1945        | Mai 1945           |

## Unterstellte Verbände
| 13. August 1940 |                                              |
| --- | -------------------------------------------- |
| 13. August 1940 | Stab, I., II. und III./Nachtjagdgeschwader 1 |
| 1. Dezember 1942 |                                              |
| Stab, I., II. und III./Nachtjagdgeschwader 1; Stab, I., II. und III./Nachtjagdgeschwader 2 |                                              |
| 15. September 1943 |                                              |
| Stab, I., II. und III./Nachtjagdgeschwader 1; Stab, I., II. und III./Nachtjagdgeschwader 5 |                                              |
| 24. Mai 1944 |                                              |
| Jagdfliegerführer Ostpreußen; Jagdfliegerführer Schlesien; Stab, I., II. und IV./Jagdgeschwader 3; II./Jagdgeschwader 5; Stab, I. und II./Zerstörergeschwader 26; 2./Jagdgeschwader 400; Stab, II. und III./Jagdgeschwader 302; IV./Nachtjagdgeschwader 5 |                                              |
| 1. Februar 1945 |                                              |
| Jagdgruppe 10; II./Jagdgeschwader 3; Jagdgeschwader 7; Jagdgeschwader 300; Jagdgeschwader 301; Jagdgeschwader 400; Nachtjagdgruppe 10; II./Nachtjagdgeschwader 11                                                                                         |                                              |